# Elizabeth Ayer
Elizabeth Ayer (Condado de Thurston, Estado de Washington, 13 de octubre de 1897-Lacey, 4 de agosto de 1987) está reconocida como arquitecta pionera en Seattle, Washington, cuyas actividades profesionales se extendieron por más de cinco décadas. Fue la primera mujer en graduarse en el programa de arquitectura profesional por la Universidad de Washington y también la primera en ser registrada como arquitecto en el Estado de Washington.

## Primeros años
Ayer nació en el Condado de Thurston, Washington, en octubre de 1897. Creció en una granja en Olympia. Su padre era abogado y juez, su madre artista. Su interés por la matemática la llevó a matricularse en Arquitectura en la Universidad de Washington en 1916, graduándose en 1921.

## Trayectoria
En 1919, mientras todavía era estudiante, fue contratada por Andrew Willatsen. Al año siguiente empezó su larga asociación con arquitecto Edwin Ivey de Seattle. De 1922 a 1923 trabajó en la Ciudad de Nueva York, pero después de un año regresó a Seattle, para trabajar otra vez con Ivey. En 1924 es la encargada del proyecto para la casa C. W. Stimson en The Highlands, una comunidad cerrada del norte de Seattle.
En 1927, después de un año de viaje por Europa, Ayer regresó a la oficina de Ivey y tomó una serie de encargos dentro de Broadmoor y The Highlands. Los diseños para estas viviendas eran tradicionales, identificándose con el revival colonial que caracterizaba a la arquitectura doméstica de la década del 20, de la cual la casa Langdon C. Henry (1927-1928) es un clásico ejemplo. En 1930 Ayer se registra como arquitecta en el Estado de Washington. Continúa su colaboración con Ivey en la siguiente década, encargada de una serie de obras que incluyen el Hogar Infantil de Seattle (1930-1931, destruido); la residencia Winston W. Chambers (1937); y el Castillo Schafer Albert (1938-1939).
A pesar de la creciente popularidad del movimiento moderno, Ayer logra integrar la tradición colonial con aspiraciones modernas y en su carrera va construyendo una síntesis de diversos estilos históricos. Durante la década del 30 en la oficina de Ivey los tradicionales espacios interiores dieron paso a la planta libre, como en la casa Aubrey Naef (1935-1936) donde las cornisas coloniales y las ventanas de guillotina conviven con una composición irregular y abstracta.
En 1940, Ivey falleció en un accidente de automóvil. Ayer se hizo cargo de la firma y tomó un empleado, Rolland Lamping, continuando con la práctica de arquitectura. En 1942, cerraron el estudio durante la Segunda Guerra Mundial. Elizabeth Ayer trabajó como arquitecto en la Oficina de Ingenieros de los Estados Unidos. Retomó el trabajo en su despacho después de 1945. Durante los años 1950, el nombre de la firma se cambió a Ayer & Lamping. La firma construyó numerosas y modestas viviendas que integran una estética histórica con la funcionalidad moderna. Frente al empuje que adquiría la arquitectura moderna en su región después de la Guerra, Ayer continuó empeñada en detalles arquitectónicos tradicionales utilizados en sus anteriores diseños. Un ejemplo es la casa William E. Forland. Su fachada es una adaptación clásica del revival colonial: con techo abuhardillado de tejas de madera, dobles ventanas de guillotina, gran chimenea de ladrillo central, puerta de seis paneles, marcos y entablados de madera; elementos tradicionales de la arquitectura doméstica americana durante siglos. La parte posterior y el interior de la casa, sin embargo, responden a las necesidades modernas con una propuesta funcionalista.
La arquitecta se retiró en 1970, después de unos 50 años de carrera profesional. Se trasladó a Lacey (Washington),  donde sirvió en la Comisión de Planificación en 1980. Falleció en esta misma ciudad en 1987. La Universidad de Washington alberga su archivo.